# Daphnia
Daphnia is een geslacht van watervlooien uit de familie van de Daphniidae. Het zijn kleine, planktonische kreeftachtigen die over het algemeen 0,2–6,0 millimeter groot worden. Daphnia is een van de bekendste en best bestudeerde geslachten in de orde Cladocera, de watervlooien. De verschillende soorten in dit geslacht leven in uiteenlopende aquatische omgevingen, variërend van zure moerassen tot zoetwatermeren en vijvers.
Daphnia speelt als lage schakel in de voedselketen een belangrijke rol in ecosystemen. Daphnia zijn een belangrijke voedselbron voor zoetwatervissen en worden ook gegeten door amfibieën, zoals watersalamanders en kikkers. Zelf voeden ze zich met bacteriën, algen en andere organische deeltjes in het water. Wanneer de waterkwaliteit goed is en het voedselaanbod groot, kunnen Daphnia’s zich explosief vermenigvuldigen.

## Soorten
- Daphnia ambigua Scourfield, 1947
- Daphnia catawba Coker, 1926
- Daphnia cristata Sars, 1862
- Daphnia cucullata Sars, 1862
- Daphnia galeata Sars, 1863
- Daphnia hyalina Leydig, 1860
- Daphnia longiremis Sars, 1861
- Daphnia longispina (O.F. Müller, 1776)
- Daphnia magna Straus, 1820
- Daphnia middendorffiana Fischer, 1851
- Daphnia pulex Leydig, 1860
- Daphnia retrocurva Forbes, 1882
- Daphnia schoedleri Sars, 1862